# Rick Chamberlain
Rick Chamberlain (17 maart 1952 - 27 maart 2015) was een  trombonist in de jazz en de klassieke muziek. Hij was met onder andere met saxofonist Phil Woods een van de oprichters van de organisatie die jaarlijks het Celebration of the Arts-festival organiseert.
Chamberlain groeide op in Yardley (Pennsylvania). Zijn vader speelde in zijn vrije tijd trombone en Rick begon erop te spelen toen hij vijf was. Zijn eerste professionele gig had hij toen hij dertien was. Op zijn zestiende speelde hij voor het eerst in een symfonisch orkest, in Trenton. Hij kreeg in New York les van trombonist Wayne Andre en kreeg daar ook de kans te spelen in de bigband van Clark Terry. Hij studeerde trombone aan New England Conservatory of Music en behaalde hierin in 1975 een graad. Hij speelde in New England in allerlei groepen, orkesten en ensembles. 
Na zijn studie keerde hij terug naar Poconos Mountains  en speelde er in verschillende gelegenheden, zoals de jazzclub Dear Head Inn, waar hij artiesten als Cab Calloway en Tony Bennett begeleidde. In 1978 richtte hij met Phil Woods en Ed Joubert Celebration of the Arts (COTA) op, om jazz te promoten en de relatie met andere kunsten te versterken. Datzelfde jaar werd voor het eerst het COTA-festival gehouden, met musici en kunstenaars uit Poconos.
Chamberlain was freelance-muzikant in New York. Hij speelde voor shows op Broadway, werkte onder meer voor Chuck Mangione, toerde met de bigband van Louie Bellson in Europa en speelde met Gerry Mulligan (met Mel Tormé en George Shearing). Hij was hoofd-trombonist bij het New York City Ballet Orchestra , het American Composers Orchestra en Westchester Philharmonic, maar trad ook op met andere orkesten. Hij had een eigen band, Asparagus Sunshine, en speelde met andere groepen. Hij was leider van het Lafayette Jazz Ensemble en gaf tevens les. Hij is te horen op albums van onder andere Chuck Mangione, Louie Bellson, Phil Woods, Leon Redbone en Philip Glass.